# Magyar Tibor (képzőművész)
Magyar Tibor (Marcali, 1963. július 16. –) magyarországi cigány festő, grafikus, képzőművész.

## Életpályája
A festőművészet mellett szobrászattal, grafikával, fa- és kőfaragással is foglalkozik, de alkotásainak döntő többsége a festészet területén született. 13 éves korában rajztanárnője, Matucza Tiborné fedezte fel, hogy tehetsége van a rajzhoz és a vízfestéshez. Szász Endre képzőművész alkotásai gyakoroltak mély benyomást az ifjú Magyar Tiborra, példaképét személyesen is ismerte, ő lett a mestere. Magyar Tibor erőssége a portré- és aktfestés, karaktereket és szimbólumokat jelenít meg általuk. 1993 óta kiállító művész. Az 1990-es évek második felétől részt vesz a Cigány Ház alkotótáboraiban, 1996 óta szerepelnek képei a Romano Kher Képzőművészeti Közgyűjteményének állandó tárlatain. 2004-ben a budapesti Közép-Európai Egyetem aulájába is helyeztek el Magyar Tibor alkotást. A 2009-es Magyar festészet című reprezentatív albumba 9 olajfestményét válogatták be, valamennyi portré. 2010. szeptember 14-én, a kötet bemutatóján, az Írók Boltjában (Budapest, VI. Andrássy út 45.) Magyar Tibor is a meghívott művészek közt szerepelt. A művész jelenleg Szigethalmon él és alkot.

## A 2009-es Cigány festők című albumba beválogatott képei
- A pipás vajda (olaj, kasírozott vászon, 40x60 cm, 2003)
- Kudarc (olaj, farost, 40x50 cm, 2003)
- Alfa és Omega (olaj, farost, 45x60 cm, 2003)
- Etológus (olaj, kasírozott vászon, 34x49 cm, 2003)
- Mónika (olaj, farost, 40x60 cm, 2003)
- Utolsó Múzsa (olaj, kasírozott vászon, 50x58 cm, 2004)
- Szász Endre nyomában (olaj, vászon, 34x49, 2001)
- Kenyérszelő asszony (olaj, vászon, 56x100 cm, 1999)
- Cigánylány a kutyájával (olaj, vászon, 48x64 cm, 2002)[1]

## További kiállított képei (válogatás)
- Anya gyermekével (olaj, vászon, 35X43 cm, 2004)
- Utazó férfi (olaj, vászon, 20x30 cm, 2007)
- Vári manója I. (olaj, vászon, 35x50 cm, 2010, magántulajdonban)
- Vári manója II. (olaj, farost, 30x40 cm, 2009, magántulajdonban)
- Sógorom idős korában (olaj, vászon, 38x54 cm, 2010)
- Tímea (olaj, vászon, 38x54 cm, 2010)